# روابط خارجی گرجستان
موقعیت جغرافیایی گرجستان که بین دریای سیاه، روسیه و ترکیه قرار گرفته است، این منطقه را از نظر استراتژیک مهم و باارزش می‌کند. این کشور به عنوان دروازه ای از دریای سیاه به قفقاز و منطقه بزرگتر دریای خزر در حال توسعه است. این کشور تلاش می‌کند به عنوان یک منطقه حائل بین روسیه و ترکیه عمل کند. گرجستان روابط طولانی و پر فراز و نشیب با روسیه دارد، اما به دیگر همسایگان خود (ارمنستان و جمهوری آذربایجان) نزدیک شده و در جستجوی جایگزین‌ها و فرصت‌های مناسب به غرب نگاه می‌کند. این کشور قراردادهایی در راستای توسعه، مشارکت و همکاری با اتحادیه اروپا امضا کرده و در مشارکت برای صلح شرکت کرد. آنها همچنین تلاش کردند سرمایه‌گذارهای خارجی را به حضور در کشور خود تشویق کنند. فرانسه، آلمان، کره جنوبی، بریتانیا و ایالات متحده همگی در تفلیس سفارت دارند. گرجستان در سالهای ۲۰۰۴–۲۰۰۸ به دنبال عضویت در ناتو بود، اما در مواجهه با مخالفت شدید روسیه و بروز تنش، تا کنون موفق نشده است.
گرجستان یکی از اعضای سازمان ملل متحد، شورای اروپا و OSCE است. این کشور به دلیل موقعیت استراتژیک خود در هر دو حوزه نفوذ روسیه و آمریکا قرار دارد، با این حال روابط گرجستان با روسیه به دلیل اختلافات در مورد جاسوسی و دخالت روسیه در امور داخلی این کشور (که منجر به جنگ روسیه و گرجستان در سال ۲۰۰۸ شده بود) در پایین‌ترین سطح خود از سال ۱۹۲۱ قرار دارد. در نتیجه این درگیری‌ها، گرجستان رسما روابط دیپلماتیک خود را با روسیه قطع کرد و از کشورهای مشترک المنافع خارج شد.

## روابط دیپلماتیک
فهرست کشورهایی که گرجستان با آنها روابط دیپلماتیک دارد:
| #   | کشور                   | زمان            |
| --- | ---------------------- | --------------- |
| ۱   | نیوزیلند               | ۱۱ مارس ۱۹۹۲    |
| ۲   | ایالات متحده آمریکا    | ۲۴ مارس ۱۹۹۲    |
| ۳   | اتریش                  | ۲۵ مارس ۱۹۹۲    |
| ۴   | آلمان                  | ۱۳ آپریل ۱۹۹۲   |
| ۵   | کوبا                   | ۱۸ آپریل ۱۹۹۲   |
| ۶   | یونان                  | ۲۰ آپریل ۱۹۹۲   |
| ۷   | هلند                   | ۲۲ آپریل ۱۹۹۲   |
| —   | دولت فلسطین            | ۲۵ آپریل ۱۹۹۲   |
| ۸   | بریتانیا               | ۲۷ آپریل ۱۹۹۲   |
| ۹   | لهستان                 | ۲۸ آپریل ۱۹۹۲   |
| ۱۰  | مصر                    | ۱۱ مه ۱۹۹۲      |
| ۱۱  | ایتالیا                | ۱۱ مه ۱۹۹۲      |
| ۱۲  | مغولستان               | ۱۲ مه ۱۹۹۲      |
| ۱۳  | مجارستان               | ۱۴ مه ۱۹۹۲      |
| ۱۴  | ایران                  | ۱۵ مه ۱۹۹۲      |
| ۱۵  | ترکیه                  | ۲۱ مه ۱۹۹۲      |
| —   | سریر مقدس              | ۲۳ مه ۱۹۹۲      |
| ۱۶  | پرتغال                 | ۲۳ مه ۱۹۹۲      |
| ۱۷  | اسرائیل                | ۱ ژوئن ۱۹۹۲     |
| ۱۸  | بلژیک                  | ۵ ژوئن ۱۹۹۲     |
| ۱۹  | بلغارستان              | ۵ ژوئن ۱۹۹۲     |
| ۲۰  | نروژ                   | ۵ ژوئن ۱۹۹۲     |
| ۲۱  | شیلی                   | ۸ ژوئن ۱۹۹۲     |
| ۲۲  | مکزیک                  | ۸ ژوئن ۱۹۹۲     |
| ۲۳  | چین                    | ۹ ژوئن ۱۹۹۲     |
| ۲۴  | لیختن‌اشتاین            | ۱۰ ژوئن ۱۹۹۲    |
| ۲۵  | سوئیس                  | ۱۰ ژوئن ۱۹۹۲    |
| ۲۶  | ارمنستان               | ۱۷ ژوئن ۱۹۹۲    |
| ۲۷  | استونی                 | ۱۷ ژوئن ۱۹۹۲    |
| ۲۸  | مولدووا                | ۲۵ ژوئن ۱۹۹۲    |
| ۲۹  | رومانی                 | ۲۵ ژوئن ۱۹۹۲    |
| ۳۰  | ویتنام                 | ۳۰ ژوئن ۱۹۹۲    |
| ۳۱  | دانمارک                | ۱ ژوئیه ۱۹۹۲    |
| —   | روسیه (بسته شده)       | ۱ ژوئیه ۱۹۹۲    |
| ۳۲  | فنلاند                 | ۸ ژوئیه ۱۹۹۲    |
| ۳۳  | قبرس                   | ۹ ژوئیه ۱۹۹۲    |
| ۳۴  | اسپانیا                | ۹ ژوئیه ۱۹۹۲    |
| ۳۵  | قرقیزستان              | ۱۰ ژوئیه ۱۹۹۲   |
| ۳۶  | استرالیا               | ۱۶ ژوئیه ۱۹۹۲   |
| ۳۷  | ترکمنستان              | ۱۶ ژوئیه ۱۹۹۲   |
| ۳۸  | تایلند                 | ۲۱ ژوئیه ۱۹۹۲   |
| ۳۹  | اوکراین                | ۲۲ ژوئیه ۱۹۹۲   |
| ۴۰  | کانادا                 | ۲۳ ژوئیه ۱۹۹۲   |
| ۴۱  | قزاقستان               | ۲۳ ژوئیه ۱۹۹۲   |
| ۴۲  | زیمبابوه               | ۲۴ ژوئیه ۱۹۹۲   |
| ۴۳  | مراکش                  | ۳۰ ژوئیه ۱۹۹۲   |
| ۴۴  | ژاپن                   | ۳ اوت ۱۹۹۲      |
| ۴۵  | فرانسه                 | ۲۱ اوت ۱۹۹۲     |
| ۴۶  | بنگلادش                | ۲۷ اوت ۱۹۹۲     |
| ۴۷  | کویت                   | ۳ سپتامبر ۱۹۹۲  |
| ۴۸  | سوئد                   | ۱۹ سپتامبر ۱۹۹۲ |
| ۴۹  | ایسلند                 | ۲۱ سپتامبر ۱۹۹۲ |
| ۵۰  | فیلیپین                | ۲۱ سپتامبر ۱۹۹۲ |
| ۵۱  | هند                    | ۲۸ سپتامبر ۱۹۹۲ |
| ۵۲  | امارات متحده عربی      | ۲۰ اکتبر ۱۹۹۲   |
| ۵۳  | آرژانتین               | ۲ نوامبر ۱۹۹۲   |
| ۵۴  | جمهوری آذربایجان       | ۸ نوامبر ۱۹۹۲   |
| ۵۵  | غنا                    | ۴ دسامبر ۱۹۹۲   |
| ۵۶  | کره جنوبی              | ۱۴ دسامبر ۱۹۹۲  |
| ۵۷  | جمهوری چک              | ۱ ژانویه ۱۹۹۳   |
| ۵۸  | اسلواکی                | ۱ ژانویه ۱۹۹۳   |
| ۵۹  | اندونزی                | ۲۵ ژانویه ۱۹۹۳  |
| ۶۰  | اسلوونی                | ۲۸ ژانویه ۱۹۹۳  |
| ۶۱  | کرواسی                 | ۱ فوریه ۱۹۹۳    |
| ۶۲  | مالت                   | ۱ فوریه ۱۹۹۳    |
| ۶۳  | موناکو                 | ۱ فوریه ۱۹۹۳    |
| ۶۴  | سنگاپور                | ۱۶ فوریه ۱۹۹۳   |
| ۶۵  | سودان                  | ۱۰ مارس ۱۹۹۳    |
| ۶۶  | لتونی                  | ۱۱ مارس ۱۹۹۳    |
| ۶۷  | قطر                    | ۱۶ مارس ۱۹۹۳    |
| ۶۸  | بوروندی                | ۲۱ مارس ۱۹۹۳    |
| ۶۹  | لبنان                  | ۱ آپریل ۱۹۹۳    |
| ۷۰  | آفریقای جنوبی          | ۲۳ آپریل ۱۹۹۳   |
| ۷۱  | برزیل                  | ۲۸ آپریل ۱۹۹۳   |
| ۷۲  | مالزی                  | ۷ مه ۱۹۹۳       |
| ۷۳  | بحرین                  | ۱۰ مه ۱۹۹۳      |
| —   | سوریه (بسته شده)       | ۱۸ مه ۱۹۹۳      |
| ۷۴  | الجزایر                | ۲۷ مه ۱۹۹۳      |
| ۷۵  | اتیوپی                 | ۲۹ ژوئن ۱۹۹۳    |
| ۷۶  | آلبانی                 | ۸ ژوئیه ۱۹۹۳    |
| ۷۷  | زامبیا                 | ۱۴ اکتبر ۱۹۹۳   |
| ۷۸  | بلاروس                 | ۶ ژانویه ۱۹۹۴   |
| ۷۹  | کره شمالی              | ۱۱ مارس ۱۹۹۴    |
| ۸۰  | اردن                   | ۶ آپریل ۱۹۹۴    |
| ۸۱  | لیبی                   | ۱۰ مه ۱۹۹۴      |
| ۸۲  | اروگوئه                | ۱۱ مه ۱۹۹۴      |
| ۸۳  | پاکستان                | ۱۲ مه ۱۹۹۴      |
| ۸۴  | عربستان سعودی          | ۲۷ مه ۱۹۹۴      |
| ۸۵  | افغانستان              | ۱۲ ژوئیه ۱۹۹۴   |
| ۸۶  | تاجیکستان              | ۴ اوت ۱۹۹۴      |
| ۸۷  | ازبکستان               | ۱۹ اوت ۱۹۹۴     |
| ۸۸  | لیتوانی                | ۱۶ سپتامبر ۱۹۹۴ |
| ۸۹  | لوکزامبورگ             | ۱۷ اکتبر ۱۹۹۴   |
| ۹۰  | کامبوج                 | ۱۷ نوامبر ۱۹۹۴  |
| ۹۱  | صربستان                | ۲۶ ژوئن ۱۹۹۵    |
| ۹۲  | یمن                    | ۵ سپتامبر ۱۹۹۵  |
| ۹۳  | ساحل عاج               | ۲۱ دسامبر ۱۹۹۵  |
| ۹۴  | تونس                   | ۷ مارس ۱۹۹۶     |
| ۹۵  | جامائیکا               | ۳۱ ژوئیه ۱۹۹۶   |
| ۹۶  | جمهوری ایرلند          | ۱۲ سپتامبر ۱۹۹۶ |
| ۹۷  | موزامبیک               | ۱۳ سپتامبر ۱۹۹۶ |
| ۹۸  | سان مارینو             | ۱۹ نوامبر ۱۹۹۶  |
| ۹۹  | آنگولا                 | ۱۰ مارس ۱۹۹۷    |
| ۱۰۰ | سیرالئون               | ۷ آپریل ۱۹۹۷    |
| ۱۰۱ | کلمبیا                 | ۶ ژوئن ۱۹۹۷     |
| ۱۰۲ | اکوادور                | ۲۸ ژانویه ۱۹۹۸  |
| ۱۰۳ | بوسنی و هرزگوین        | ۱۶ مارس ۱۹۹۸    |
| ۱۰۴ | کاستاریکا              | ۵ مه ۱۹۹۸       |
| ۱۰۵ | سری‌لانکا               | ۱۶ ژوئن ۱۹۹۸    |
| —   | جزایر مالتا            | ۲۴ ژوئیه ۱۹۹۸   |
| ۱۰۶ | گینه                   | ۳۱ ژوئیه ۱۹۹۸   |
| ۱۰۷ | لائوس                  | ۶ نوامبر ۱۹۹۸   |
| ۱۰۸ | پاناما                 | ۱۸ نوامبر ۱۹۹۸  |
| ۱۰۹ | بولیوی                 | ۲۰ نوامبر ۱۹۹۸  |
| ۱۱۰ | السالوادور             | ۱۷ مه ۱۹۹۹      |
| ۱۱۱ | میانمار                | ۱۶ اوت ۱۹۹۹     |
| ۱۱۲ | نیجریه                 | ژوئن ۲۰۰۰       |
| ۱۱۳ | جیبوتی                 | ۲۲ نوامبر ۲۰۰۰  |
| ۱۱۴ | نپال                   | ۲۲ سپتامبر ۲۰۰۵ |
| ۱۱۵ | آندورا                 | ۵ آپریل ۲۰۰۶    |
| ۱۱۶ | عمان                   | ۱ ژانویه ۲۰۰۷   |
| ۱۱۷ | ماداگاسکار             | ۲۴ مه ۲۰۰۷      |
| ۱۱۸ | عراق                   | ۱۸ سپتامبر ۲۰۰۷ |
| ۱۱۹ | مونته‌نگرو              | ۲۹ اکتبر ۲۰۰۷   |
| ۱۲۰ | پرو                    | ۱۴ ژانویه ۲۰۱۰  |
| ۱۲۱ | بوتسوانا               | ۱۵ ژانویه ۲۰۱۰  |
| ۱۲۲ | کیپ ورد                | ۲۲ ژانویه ۲۰۱۰  |
| ۱۲۳ | جمهوری دومینیکن        | ۲۲ ژانویه ۲۰۱۰  |
| ۱۲۴ | جزایر مارشال           | ۱۸ فوریه ۲۰۱۰   |
| ۱۲۵ | سنت لوسیا              | ۲۵ فوریه ۲۰۱۰   |
| ۱۲۶ | برونئی                 | ۱ مارس ۲۰۱۰     |
| ۱۲۷ | لیبریا                 | ۴ مارس ۲۰۱۰     |
| ۱۲۸ | پاراگوئه               | ۹ مارس ۲۰۱۰     |
| ۱۲۹ | مالدیو                 | ۱۱ مارس ۲۰۱۰    |
| ۱۳۰ | ساموآ                  | ۱۲ مارس ۲۰۱۰    |
| ۱۳۱ | کومور                  | ۲۶ مارس ۲۰۱۰    |
| ۱۳۲ | فیجی                   | ۲۹ مارس ۲۰۱۰    |
| ۱۳۳ | آنتیگوآ و باربودا      | ۷ آپریل ۲۰۱۰    |
| ۱۳۴ | گامبیا                 | ۲۱ آپریل ۲۰۱۰   |
| ۱۳۵ | گواتمالا               | ۲۷ آپریل ۲۰۱۰   |
| ۱۳۶ | سنت وینسنت و گرنادین‌ها | ۲۷ آپریل ۲۰۱۰   |
| ۱۳۷ | گینه استوایی           | ۲۳ ژوئن ۲۰۱۰    |
| ۱۳۸ | کنیا                   | ۲ ژوئیه ۲۰۱۰    |
| ۱۳۹ | سنگال                  | ۱۹ اوت ۲۰۱۰     |
| ۱۴۰ | اوگاندا                | ۹ دسامبر ۲۰۱۰   |
| ۱۴۱ | دومینیکا               | ۱۵ دسامبر ۲۰۱۰  |
| ۱۴۲ | جمهوری آفریقای مرکزی   | ۲۰ دسامبر ۲۰۱۰  |
| ۱۴۳ | تیمور شرقی             | ۲۲ دسامبر ۲۰۱۰  |
| ۱۴۴ | جمهوری دموکراتیک کنگو  | ۱۴ ژانویه ۲۰۱۱  |
| ۱۴۵ | سومالی                 | ۲۶ ژانویه ۲۰۱۱  |
| ۱۴۶ | تووالو                 | ۴ فوریه ۲۰۱۱    |
| ۱۴۷ | موریس                  | ۳ مارس ۲۰۱۱     |
| ۱۴۸ | جمهوری کنگو            | ۳ مارس ۲۰۱۱     |
| ۱۴۹ | گینه بیسائو            | ۹ مارس ۲۰۱۱     |
| ۱۵۰ | هندوراس                | ۹ مارس ۲۰۱۱     |
| ۱۵۱ | جزایر سلیمان           | ۱۱ مارس ۲۰۱۱    |
| ۱۵۲ | رواندا                 | ۲۳ مارس ۲۰۱۱    |
| ۱۵۳ | ترینیداد و توباگو      | ۸ آپریل ۲۰۱۱    |
| ۱۵۴ | باهاما                 | ۱۳ مه ۲۰۱۱      |
| ۱۵۵ | سورینام                | ۲۷ مه ۲۰۱۱      |
| ۱۵۶ | موریتانی               | ۱۶ ژوئن ۲۰۱۱    |
| ۱۵۷ | ایالات فدرال میکرونزی  | ۱۲ اوت ۲۰۱۱     |
| ۱۵۸ | گابن                   | ۱۹ سپتامبر ۲۰۱۱ |
| ۱۵۹ | مالاوی                 | ۱۹ سپتامبر ۲۰۱۱ |
| ۱۶۰ | پالائو                 | ۱۷ اکتبر ۲۰۱۱   |
| ۱۶۱ | سنت کیتس و نویس        | ۲۶ اکتبر ۲۰۱۱   |
| ۱۶۲ | گرنادا                 | ۲۳ نوامبر ۲۰۱۱  |
| ۱۶۳ | هائیتی                 | ۱۶ دسامبر ۲۰۱۱  |
| ۱۶۴ | تانزانیا               | پیش از ۲۰۱۲     |
| ۱۶۵ | اریتره                 | ۲۴ فوریه ۲۰۱۲   |
| ۱۶۶ | گویان                  | ۲۳ آپریل ۲۰۱۲   |
| ۱۶۷ | نیجر                   | ۳۰ مه ۲۰۱۲      |
| ۱۶۸ | مالی                   | ۳۱ مه ۲۰۱۲      |
| ۱۶۹ | سودان جنوبی            | ۱۵ ژوئن ۲۰۱۲    |
| ۱۷۰ | کیریباتی               | ۲۸ سپتامبر ۲۰۱۲ |
| ۱۷۱ | بورکینافاسو            | ۲ اکتبر ۲۰۱۲    |
| ۱۷۲ | سیشل                   | ۱۵ مارس ۲۰۱۳    |
| ۱۷۳ | وانواتو                | ۱۲ ژوئیه ۲۰۱۳   |
| ۱۷۴ | لسوتو                  | ۲۳ سپتامبر ۲۰۱۳ |
| ۱۷۵ | کامرون                 | ۲۶ سپتامبر ۲۰۱۳ |
| ۱۷۶ | توگو                   | ۲۷ مه ۲۰۱۴      |
| ۱۷۷ | چاد                    | ۱۹ ژوئن ۲۰۱۴    |
| ۱۷۸ | سائوتومه و پرنسیپ      | ۱۲ سپتامبر ۲۰۱۴ |
| ۱۷۹ | بنین                   | ۲۵ سپتامبر ۲۰۱۴ |
| ۱۸۰ | تونگا                  | ۱۸ فوریه ۲۰۱۵   |
| ۱۸۱ | نامیبیا                | ۵ نوامبر ۲۰۱۵   |
| ۱۸۲ | اسواتینی               | ۲۰ مه ۲۰۱۶      |
| ۱۸۳ | پاپوآ گینه نو          | ۴ اکتبر ۲۰۱۶    |
| ۱۸۴ | بلیز                   | ۱ اکتبر ۲۰۱۷    |
| ۱۸۵ | باربادوس               | ۸ مارس ۲۰۱۸     |
| ۱۸۶ | مقدونیه شمالی          | ۱۵ مارس ۲۰۱۹    |

## روابط بر اساس کشور

### چند جانبه
| سازمان        | آغاز روابط رسمی | یادداشت                                                                  |
| ------------- | --------------- | ------------------------------------------------------------------------ |
| اتحادیه اروپا |                 | روابط گرجستان و اتحادیه اروپا و الحاق گرجستان به اتحادیه اروپا را ببینید |
| ناتو          |                 | روابط گرجستان و ناتو را ببینید                                           |

### آفریقا
| کشور          | آغاز روابط رسمی | یادداشت |
| ------------- | --------------- | --- |
| الجزایر       | ۲۷ مه ۱۹۹۳      | روابط الجزایر و گرجستان را ببینید - هر دو کشور در ۲۷ مه ۱۹۹۳ روابط دیپلماتیک برقرار کردند. - الجزایر از طریق سفارت خود در آنکارا، ترکیه در گرجستان نمایندگی دارد. - گرجستان از طریق سفارت خود در مادرید اسپانیا در الجزایر نمایندگی دارد.   |
| مصر           | ۱۱ مه ۱۹۹۲      | روابط مصر و گرجستان را ببینید - مصر از طریق سفارت خود در ایروان (ارمنستان) در گرجستان نمایندگی دارد. - گرجستان در قاهره سفارت دارد. - وزارت امور خارجه گرجستان درباره روابط با مصر - وزیر امور خارجه گرجستان به مصر سفر کرد                 |
| آفریقای جنوبی | ۲۳ آوریل ۱۹۹۴   | روابط گرجستان و آفریقای جنوبی را ببینید - آفریقای جنوبی از طریق سفارت این کشور در کیف (اوکراین) در گرجستان نمایندگی دارد. - وزارت امور خارجه گرجستان درباره روابط با آفریقای جنوبی - وزارت امور خارجه آفریقای جنوبی درباره روابط با گرجستان |

### قاره آمریکا
| کشور                | آغاز روابط رسمی                  | یادداشت |
| ------------------- | -------------------------------- | --- |
| برزیل               | آوریل ۱۹۹۳                       | روابط برزیل و گرجستان را ببینید - برزیل در تفلیس سفارت دارد. - گرجستان در برازیلیا سفارت دارد. |
| کانادا              | ۲۳ ژوئیه ۱۹۹۲                    | روابط کانادا و گرجستان را ببینید - کانادا از سفارت این کشور در آنکارا، ترکیه در گرجستان معتبر است. - گرجستان در اتاوا سفارت دارد. |
| مکزیک               | ۸ ژوئن ۱۹۹۲                      | روابط گرجستان و مکزیک را ببینید - گرجستان در مکزیکو سیتی سفارت دارد. - مکزیک از سفارت خود در آنکارا، ترکیه در گرجستان معتبر است و یک کنسولگری افتخاری در تفلیس دارد. |
| نیکاراگوئه          | ۱۴ سپتامبر ۱۹۹۴ - ۲۸ نوامبر ۲۰۰۸ | روابط گرجستان و نیکاراگوئه را ببینید روابط دیپلماتیک نیکاراگوئه و گرجستان در ۱۹ سپتامبر ۱۹۹۴ برقرار شد و در ۲۹ نوامبر ۲۰۰۸ پایان یافت. وزارت خارجه گرجستان اعلام کرد که روابط دیپلماتیک خود را با نیکاراگوئه در واکنش به به رسمیت شناختن استقلال اوستیای جنوبی و آبخازیا از سوی این کشور قطع کرده است.                         |
| ایالات متحده آمریکا | ۲۳ آوریل ۱۹۹۲                    | روابط گرجستان و ایالات متحده را ببینید در ۹ ژانویه ۲۰۰۹، کاندولیزا رایس، وزیر امور خارجه ایالات متحده و گریگول واشادزه ، وزیر امور خارجه گرجستان، منشور مشارکت استراتژیک را امضا کردند، سندی غیرالزام آور که زمینه‌های همکاری را مشخص می‌کند و بر حمایت ایالات متحده از تمامیت ارضی گرجستان و عضویت گرجستان در ناتو تأکید می‌کند. |

### آسیا
| کشور             | آغاز ارتباط رسمی         | یادداشت |
| ---------------- | ------------------------ | --- |
| ارمنستان         | ۱۷ ژوئیه ۱۹۹۲            | ببینید روابط ارمنستان و گرجستان - حدود ۲۵۰٬۰۰۰ ارمنی در گرجستان زندگی می‌کنند، در میان آنها ۱۱۵۰۰۰ نفر در سامتسخه-جاواختی زندگی می‌کنند و ۸۳٬۰۰۰ در تفلیس ساکن هستند. اقلیت گرجی در ارمنستان کمتر قابل توجه است. - ارمنستان و گرجستان سابقه طولانی در روابط فرهنگی و سیاسی دارند. این تعامل در قرون وسطی به اوج خود رسید، زمانی که هر دو ملت در گفتگوهای فرهنگی پربار شرکت کردند و علیه امپراتوری‌های مسلمان همسایه متحد شدند. بین ارمنی و گرجی، خانواده‌های سلطنتی و اصیل و هر دو قوم در چندین منطقه مرزی در هم آمیختند، ازدواج‌های فراوانی وجود داشت. - ارمنستان یک سفارتخانه در تفلیس و یک کنسولگری در باتومی دارد. - گرجستان هم یک سفارتخانه در ایروان دارد. - هر دو کشور عضو کامل مجمع پارلمانی یورونست و مشارکت شرقی اتحادیه اروپا هستند. |
| جمهوری آذربایجان | ۱۸ نوامبر ۱۹۹۲           | - حدود ۲۸۴٫۷۶۱ آذری در گرجستان وجود دارد. آنها بزرگ‌ترین اقلیت گرجستان هستند و ۶٫۵٪ از جمعیت گرجستان را بیشتر در کومو کارتلی، کاختی، شیدا کارتلی و متسختا-متیانتی تشکیل می‌دهند. همچنین یک جامعه بزرگ آذری در شهر تفلیس پایتخت وجود دارد. اقلیت گرجی در آذربایجان کمتر قابل توجه است. آنها به نام اینگیلوی شناخته می‌شوند و بیشتر در شمال غربی آذربایجان متمرکز هستند. - آذربایجان یک سفارت در تفلیس و یک کنسولگری عمومی در باتومی دارد. - گرجستان یک سفارت در باکو و یک کنسولگری عمومی در گنجه دارد. - هر دو کشور عضو کامل شورای اروپا، سازمان امنیت و همکاری اروپا (OSCE) و سازمان همکاری اقتصادی دریای سیاه(BSEC) هستند. |
| چین              | ۹ ژوئن ۱۹۹۲              | بنگرید به روابط چین و گرجستان - چین استقلال گرجستان را در ۲۷ دسامبر ۱۹۹۱ به رسمیت شناخت. - چین یک سفارتخانه در تفلیس دارد. - گرجستان نیز یک سفارتخانه درپکن دارد. - وزارت امورخارجه چین درباره روابط با گرجستان - وزارت امورخارجه گرجستان درباره روابط با چین |
| تیمور شرقی       | ۲۲ دسامبر ۲۰۱۱           | گرجستان در تیمور توسط سفارت خود در جاکارتا نمایندگی می‌شود. |
| هنگ کنگ          |                          | نگاه کنید به روابط گرجستان و هنگ کنگ |
| هند              | ۲۸ سپتامبر ۱۹۹۲          | نگاه کنید به روابط گرجستان و هند - گرجستان در دهلی نو سفارت دارد. - هند از طریق سفارت خود در ایروان (ارمنستان) و کنسولگری افتخاری در تفلیس در گرجستان نمایندگی دارد. - وزارت امور خارجه گرجستان درباره روابط با هند |
| ایران            | ۱۵ مه ۱۹۹۲               | نگاه کنید به روابط ایران و گرجستان - ایران و گرجستان هزاران سال است که با هم رابطه دارند. - از مهمترین وقایع دو سده اخیر میان ایران و گرجستان، می‌توان به نبرد کرتسانیسی در دوره آغامحمدخان قاجار اشاره کرد. |
| عراق             | ۱۸ سپتامبر ۲۰۰۷          | نگاه کنید به روابط گرجستان و عراق |
| اسرائیل          | ۱ ژوئن ۱۹۹۲              | نگاه کنید به روابط اسرائیل و گرجستان - گرجستان یک سفارتخانه در تل‌آویو دارد. - اسرائیل یک سفارتخانه در تفلیس دارد. - در گرجستان، ۱۳٬۰۰۰ یهودی گرجستانی زندگی می‌کنند. |
| ژاپن             | ۳ اوت ۱۹۹۲               | نگاه کنید به روابط گرجستان و ژاپن - از نوامبر ۲۰۰۶، گرجستان یک سفارتخانه در توکیو دارد. - ژاپن یک سفارتخانه در تفلیس دارد. - وزارت امورخارجه گرجستان درباره روابط با ژاپن - وزارت امورخارجه ژاپن درباره روابط با گرجستان |
| قزاقستان         | ۲۴ ژوئیه ۱۹۹۲            | - گرجستان یک سفارتخانه در آستانه و یک کنسول افتخاری در آلماتی دارد. - قزاقستان یک سفارت در تفلیس دارد. - هر دو کشور عضو سازمان امنیت و همکاری اروپا می‌باشند. - وزارت امورخارجه گرجستان درباره روابط با قزاقستان - وزارت امورخارجه قزاقستان درباره روابط با گرجستان |
| کویت             |                          | - گرجستان یک سفارت‌خانه در شهر کویت دارد. - میزبانی سفارت کویت در گرجستان، به عهده سفارت این کشور در شهر ایروان ارمنستان است. |
| قرقیزستان        | ۱۰ ژوئیه ۱۹۹۲            | - میزبانی سفارت گرجستان در قرقیزستان، به عهده سفارت این کشور در شهر آستانه قزاقستان است. - میزبانی سفارت قرقیزستان در گرجستان، به عهده سفارت این کشور در شهر باکو جمهوری آذربایجان است. - هردو کشور عضو سازمان امنیت و همکاری اروپا هستند |
| مالزی            | ۷ مه ۱۹۹۳                | |
| میانمار          | ۱۶ اوت ۱۹۹۹              | |
| عربستان سعودی    |                          | |
| کره جنوبی        | ۱۴ دسامبر ۱۹۹۲           | |
| سوریه            | ۱۸ مه ۱۹۹۳ — ۵ ژوئن ۲۰۱۸ | |
| تایوان           | none                     | |
| تاجیکستان        | ۴ اوت ۱۹۹۴               | |
| ترکیه            | ۲۱ مه ۱۹۹۲               | |

### اروپا
| کشور        | آغاز ارتباط رسمی            | یادداشت |
| ----------- | --------------------------- | ------- |
| آلبانی      | ۸ ژوئیه ۱۹۹۳                |         |
| اتریش       | ۱۸ ژانویه ۱۹۹۳              |         |
| بلاروس      | ۱۴ ژوئیه ۱۹۹۲               |         |
| بلغارستان   | ۵ ژوئن ۱۹۹۲                 |         |
| کرواسی      |                             |         |
| قبرس        | ۹ ژوئیه ۱۹۹۳                |         |
| دانمارک     | ۱ ژوئیه ۱۹۹۲                |         |
| استونی      |                             |         |
| فنلاند      |                             |         |
| فرانسه      | ۲۱ اوت ۱۹۹۲                 |         |
| آلمان       | ۱۳ آوریل ۱۹۹۲               |         |
| یونان       | ۲۰ آوریل ۱۹۹۲               |         |
| مجارستان    | ۱۴ مه ۱۹۹۲                  |         |
| ایسلند      | ۲۱ سپتامبر ۱۹۹۲             |         |
| ایتالیا     | ۱۱ مه ۱۹۹۲                  |         |
| لتونی       | ۱۱ مارس ۱۹۹۳                |         |
| لیختن‌اشتاین | ۱۰ June ۱۹۹۲                |         |
| لیتوانی     | ۱۶ سپتامبر ۱۹۹۴             |         |
| لوکزامبورگ  | ۲۳ ژوئن ۱۹۹۲                |         |
| مالت        | ۱ فوریه ۱۹۹۳                |         |
| مولدووا     | ۲۵ ژوئن ۱۹۹۲                |         |
| موناکو      | ۲ March ۲۰۰۹                |         |
| مونته‌نگرو   | ۲۹ اکتبر ۲۰۰۷               |         |
| هلند        | ۲۲ آوریل ۱۹۹۲               |         |
| نروژ        | ۵ ژوئن ۱۹۹۲                 |         |
| لهستان      | ۲۸ آوریل ۱۹۹۲               |         |
| پرتغال      |                             |         |
| رومانی      | ۲۵ ژوئن ۱۹۹۲                |         |
| روسیه       | ۱ ژوئیه ۱۹۹۲—۲ سپتامبر ۲۰۰۸ |         |
| صربستان     | ۲۶ ژوئن ۱۹۹۵                |         |
| اسلوونی     | ۱۳ ژانویه ۱۹۹۳              |         |
| اسپانیا     | ۹ ژوئیه ۱۹۹۲                |         |
| سوئد        | ۱۹ سپتامبر ۱۹۹۲             |         |
| سوئیس       | ۱۰ ژوئن ۱۹۹۲                |         |
| اوکراین     | ۲۲ ژوئیه ۱۹۹۲               |         |
| بریتانیا    | ۲۷ آوریل ۱۹۹۲               |         |
| واتیکان     | ۵ مه ۱۹۹۲                   |         |

### اقیانوسیه
| کشور     | آغاز روابط رسمی                           | یادداشت |
| -------- | ----------------------------------------- | --- |
| استرالیا | ۱۶ ژوئیه ۱۹۹۲                             | روابط استرالیا و گرجستان را ببینید - استرالیا از سفارت این کشور در آنکارا ترکیه در گرجستان معتبر است. - گرجستان در کانبرا سفارت دارد. |
| فیجی     | ۲۹ مارس ۲۰۱۰                              | روابط فیجی و گرجستان را ببینید - هر دو کشور در ۲۹ مارس ۲۰۱۰ روابط دیپلماتیک برقرار کردند - فیجی در گرجستان توسط سفارت خود در بروکسل، بلژیک، نمایندگی دارد. - گرجستان در فیجی توسط سفارت خود در کانبرا، استرالیا نمایندگی می‌شود. |
| کیریباتی | ۲۸ سپتامبر ۲۰۱۲                           | در حالی که روابط آنها محدود بوده است، آنوته تانگ، رئیس‌جمهور کیریباتی، در سپتامبر ۲۰۱۳ در حاشیه مجمع عمومی سازمان ملل با مایا پانجیکیدزه، وزیر امور خارجه گرجستان دیدار کرد. کیریباتی از آن زمان به‌رغم تلاش‌های روسیه برای لابی کردن با کشورهای اقیانوس آرام مانند نائورو، تووالو و وانواتو برای به رسمیت شناختن استقلال آبخازیا و اوستیای جنوبی، حامی سرسخت تمامیت ارضی گرجستان بوده است. در سال ۲۰۱۸، کیریباتی یکی از کشورهایی بود که به قطعنامه‌های سازمان ملل تحت حمایت گرجستان مبنی بر بازگشت آوارگان داخلی از آبخازیا و اوستیای جنوبی رای مثبت داد. گرجستان در کیریباتی از طریق سفارت خود در کانبرا، استرالیا نمایندگی دارد.           |
| تووالو   | ۴ فوریه ۲۰۱۱ - ۱۶ فوریه ۲۰۱۲ ۳۱ مارس ۲۰۱۴ | در ۱۶ فوریه ۲۰۱۲ گرجستان دستور رئیس‌جمهور را صادر کرد که به روابط دیپلماتیک با تووالو پایان داد. این در پاسخ به دیدار نخست‌وزیر تووالو، ویلی تلاوی، از آبخازیا و اوستیای جنوبی در سپتامبر ۲۰۱۱، جایی که وی اعلام کرد که کشور اقیانوس آرام این دو کشور را به رسمیت می‌شناسد، صورت می‌گیرد. با این حال، نخست‌وزیر تووالو، انله سوپوآگا، در ۳۱ مارس ۲۰۱۴ زمانی که وزیر امور خارجه تووالو ، تاوکلینا فینیکاسو، توافق‌نامه ای را برای برقراری روابط دیپلماتیک با گرجستان امضا کرد، به رسمیت شناختن آبخازیا و اوستیای جنوبی را پس گرفت. وزیر خارجه تووالو گفت که کشورش از تمامیت ارضی گرجستان در مرزهای بین‌المللی به رسمیت شناخته شده آن حمایت می‌کند. |

## بررسی اجمالی
گرجستان با ۱۸۵ کشور و مالت روابط سیاسی برقرار کرده است. گرجستان به دلایل مختلف (از جمله تنش‌های سیاسی و نظامی) روابط دیپلماتیک خود را با روسیه، نیکاراگوئه و سوریه پایان داده است.
گرجستان هنوز روابط دیپلماتیک با:
- ونزوئلا، نائورو
- بوتان، جزایر کوک، نیوئه
- جمهوری دموکراتیک عربی صحرای و بقیه ایالت‌ها با شناسایی محدود.

## بیشتر خواندن
- ناتو و قفقاز جنوبی تحلیل‌ها، وقایع نگاری‌ها، نظرسنجی‌ها در خلاصه تحلیلی قفقاز شماره ۵
- ادیلاشویلی، مایا: «سرمایه گذاری مستقیم خارجی در گرجستان کاهش می‌یابد» در خلاصه تحلیلی قفقاز شماره ۲۸

## یادداشت
1. ↑  استقلال اوستیای جنوبی و آبخازیا را به رسمیت شناخته است.